# Берг-ен-Дал (громада)
Берг-ен-Дал (нід. Berg en Dal) — муніципалітет у Нідерландах із центром у місті Грусбек, у провінції Гелдерланд. на заході межує з Німеччиною.
Утворений на початку 2015 року об'єднанням трьох колишніх муніципалітетів Грусбек, Міллінген-ан-де-Рейн та Убберген. За рік, 1 січня 2016 року, його назву було змінено з Грусбека на сучасну Берг-ен-Дал, що буквально перекладається як «Гора та Долина».

## Населені пункти муніципалітету
Міста
- Грусбек

Села
- Бек
- Берг-ен-Дал
- Бредевег
- Гейліг-Ландстіхтінг
- Де-Горст
- Кекердом
- Лет
- Міллінген-ан-де-Рейн
- Ой
- Персінген
- Убберген

Селища
- Ерлеком

## Визначні мешканці
- Дріс ван Агт (нар. 1931 у Гелдропі) — нідерландський політик, Прем'єр-міністр Нідерландів у 1977—1982 роках
- Петер Арнц (нар. 1953 в Леті) — нідерландський футбольний півзахисник
- Ян Петерс (нар. 1954 у Грусбеці) — футболіст
- Яспер Сіллессен (нар. 1989, виростав у Грусбеці) — нідерландський футбольний воротар, гравець збірної

## Галерея

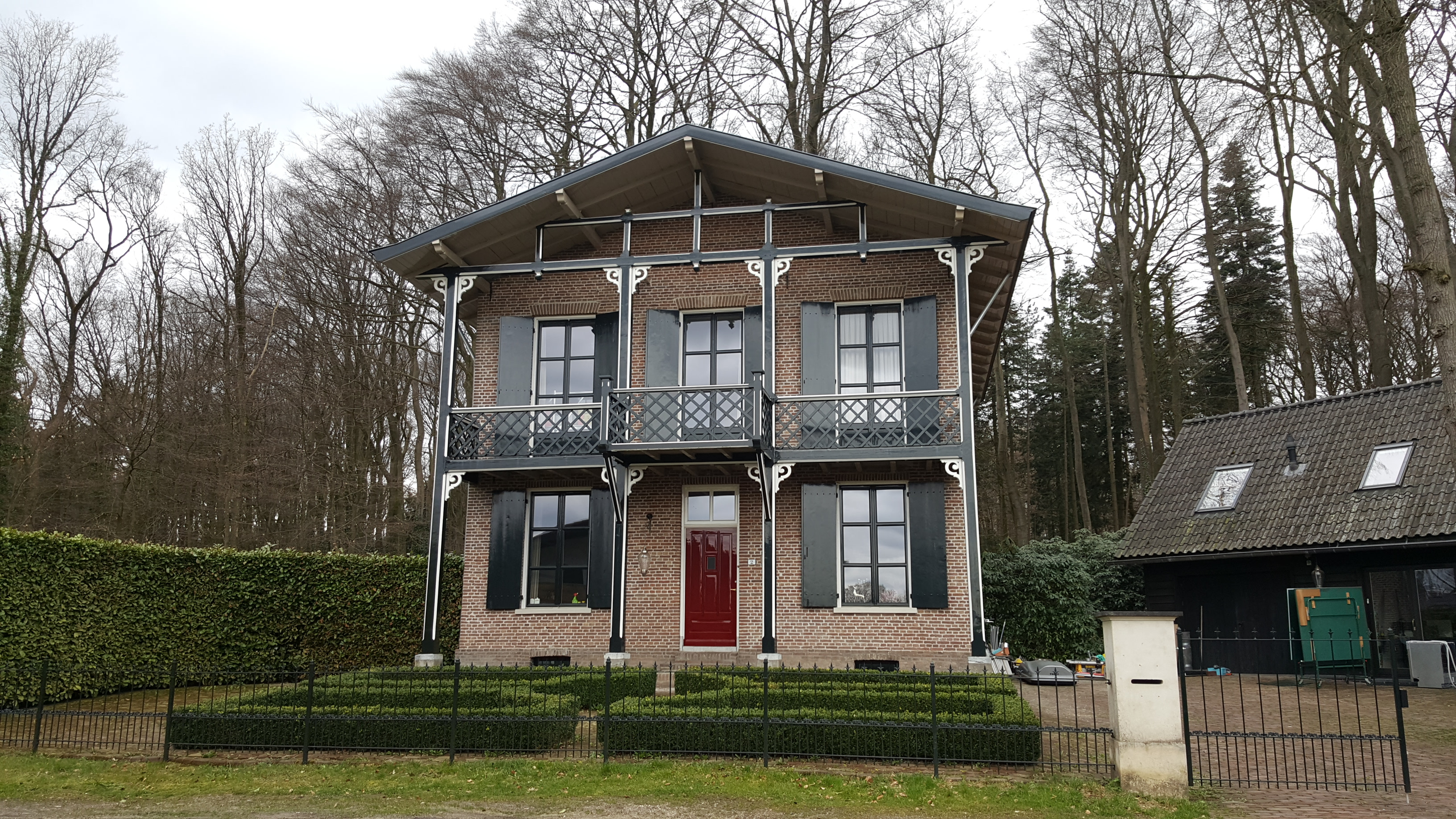
Грусбек
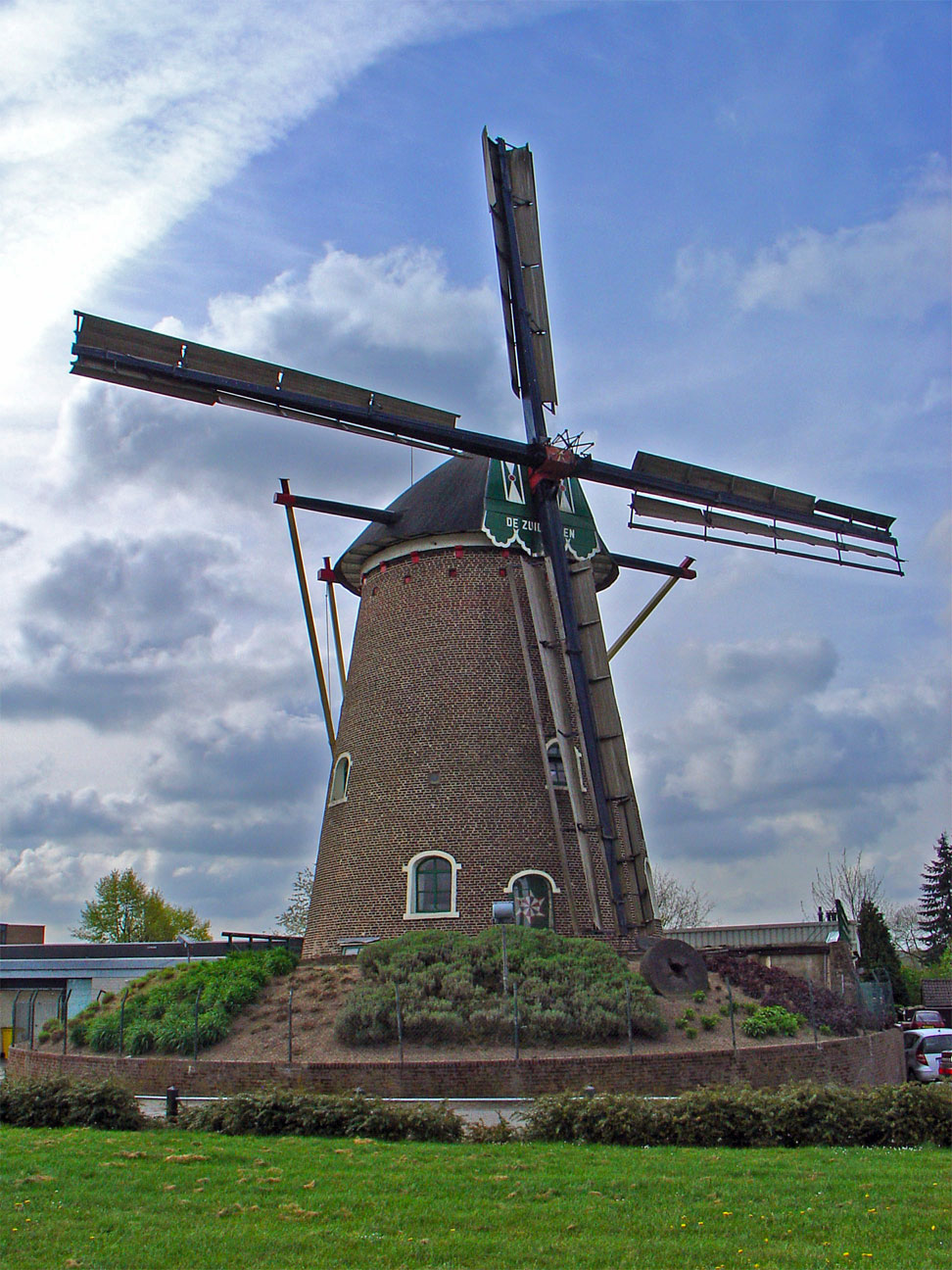
Вітряк у Грусбеці
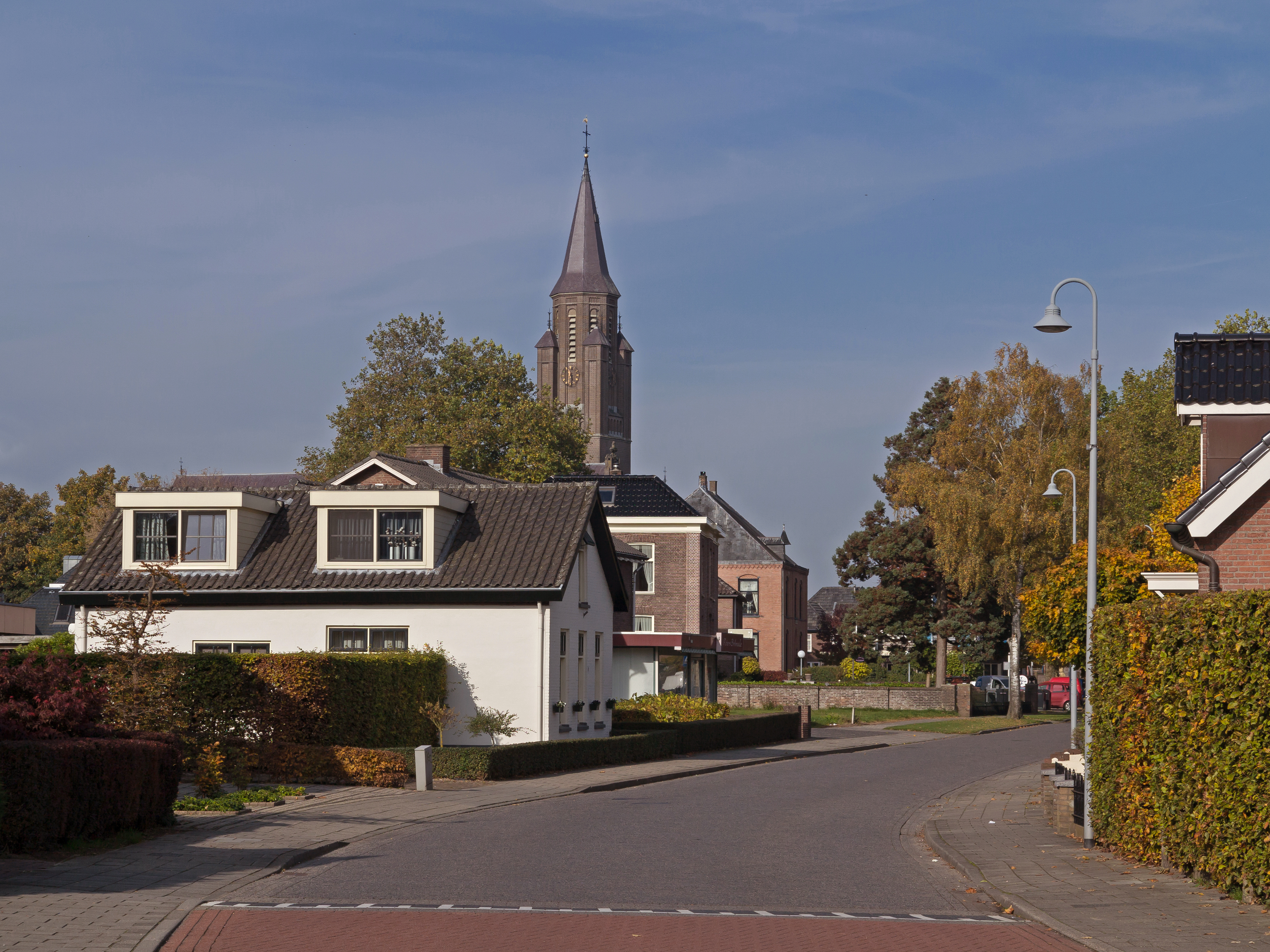
Церква у Міллінген-ан-де-Рейн
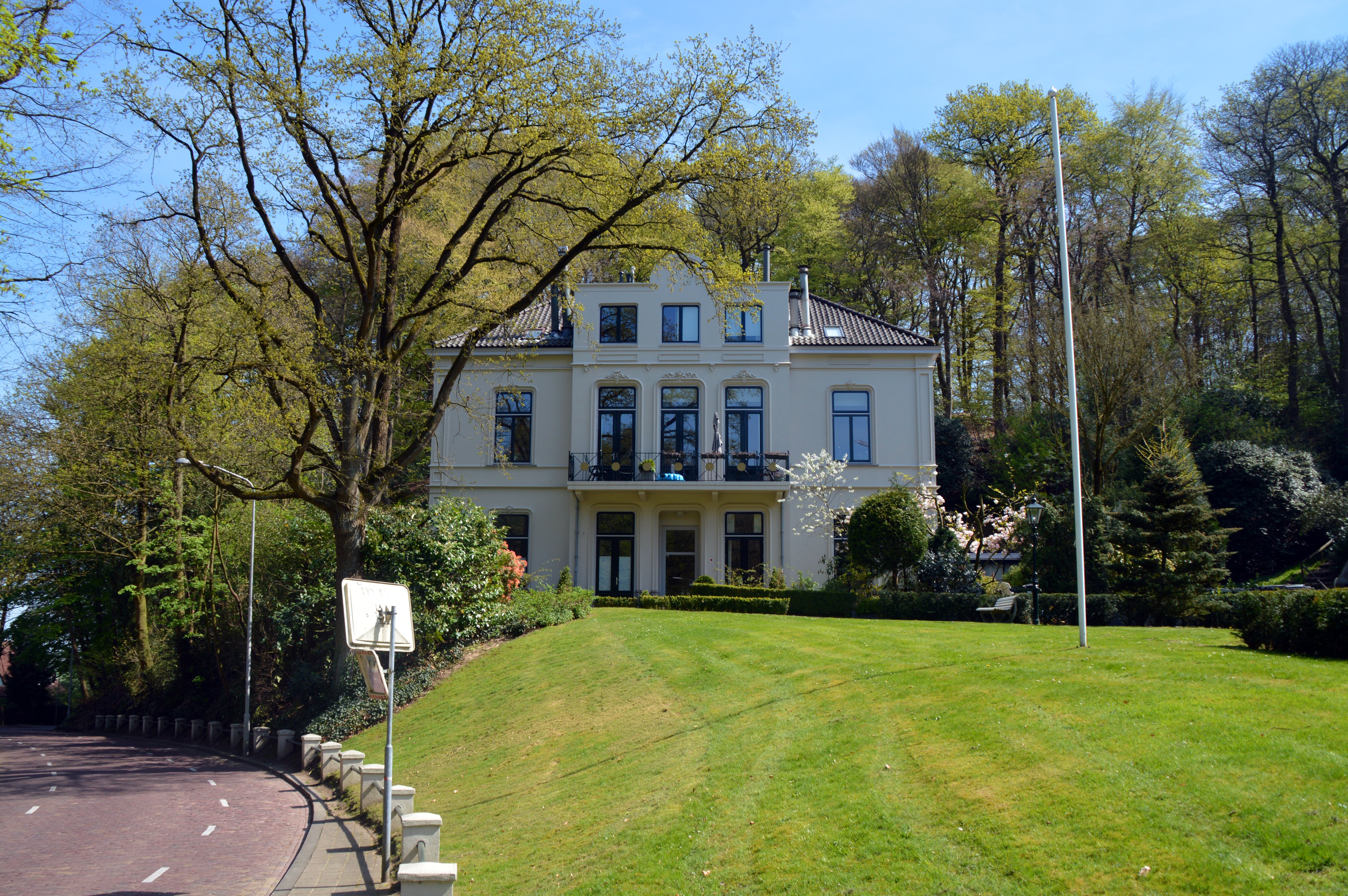
Убберген